# توموهيرو تاناكا
توموهيرو تاناكا (باليابانية: 田中 智大) (10 يناير 1991 في فوكوكا في اليابان – )؛ هو لاعب كرة قدم ياباني سابق كان يلعب كمهاجم.

## وصلات خارجية
- توموهيرو تاناكا على موقع رابطة كرة القدم اليابانية للمحترفين (اليابانية)
- توموهيرو تاناكا على موقع قاعدة بيانات كرة القدم.إي يو (الإنجليزية)
- توموهيرو تاناكا على موقع Soccerway.com (الإنجليزية)
- توموهيرو تاناكا على موقع عالم كرة القدم.نت (الإنجليزية)